# Jeroni Lloret
Jeroni Lloret, també conegut com a Hieronymus Lauretus (Cervera, Segarra, ? — Sant Feliu de Guíxols, Baix Empordà, 1571) va ser un monjo benedictí català. El 1525 va ingressar al Monestir de Montserrat i va esdevenir abat del Monestir de Sant Feliu de Guíxols en dues ocasions (1559-62 i 1568-71). Destaca com a erudit pels seus coneixements bíblics i patrístics.

## Obres
- Silva Allegoriarum totius Sacrae Scripturae. Barcelona 1570. (Versió digitalitzada), que ha estat reeditat fins en 11 ocasions en diferents ciutats europees.